# 格雷絲 (密蘇里州拉克利德縣)
格雷絲（英語：Grace）是位於美國密蘇里州拉克利德縣的非建制地區。

## 歷史
格雷絲的郵局於1912年設立，其後於1928年停運。

## 地理
格雷絲所處的海拔為高於海平面352米（即1155英呎），而該地所採用的時區為UTC-6，即北美中部時區（CST）。同時該地設有夏令時間，為UTC-6調快一小時，即UTC-5（CDT）。